# Passport to Pimlico
Pasaporte para Pimlico es una comedia cinematográfica británica de 1949 producida por Ealing Estudios, protagonizada por Stanley Holloway, Margaret Rutherford y Hermione Baddeley, dirigida por Henry Cornelius y escrita por T. E. B. Clarke. La historia se refiere a la exhumación de tesoros y documentos que llevan a una pequeña parte de Pimlico a ser declarada parte legal del Ducado de Borgoña, con lo que queda exenta del racionamiento de posguerra y demás restricciones burocráticas activas en Gran Bretaña en ese momento.
Pasaporte a Pimlico explora el espíritu y unidad de Londres en tiempo de guerra en un contexto de guerra y ofrece un examen del carácter británico. Como una comedia más, la película enfrenta a un grupo pequeño de británicos con una serie de cambios del statu quo por un agente externo. La historia original fue escrita por el guionista T. E. B. Clarke inspirándose en un incidente ocurrido durante la Segunda Guerra Mundial, cuando el Maternity Ward del Hospital de Ottawa fue temporalmente declarado extraterritorial por el gobierno canadiense, de modo que cuando la princesa Juliana de Holanda dio a luz allí, la criatura nació en territorio holandés y así no perdió su derecho al trono.

## Argumento
La película empieza con las palabras "dedicada a la memoria de" y una imagen de los cupones de racionamiento de la Segunda Guerra Mundial.
Poco después del final de la Segunda Guerra Mundial, en Miramont Gardens, Pimlico, un barrio central de Londres, explota una bomba lanzada durante la guerra por la fuerza aérea alemana. La explosión revela una bodega enterrada que contiene obras de arte, monedas, joyas y un antiguo manuscrito. El documento es autentificado por la historiadora Hatton-Jones como una carta real de Eduardo IV que cedió una casa y sus propiedades a Carlos VII, el último duque de Borgoña, cuando se refugió allí después de ser declarado muerto en la batalla de Nancy de 1477 . Tras la llegada de un hombre (Sébastien de Charolais) que afirma ser el duque de Borgoña, reclamando sus derechos al territorio, ya que la carta nunca había sido revocada, se declara que la zona de Pimlico sigue siendo una parte legal de Borgoña y los habitantes proclaman su independencia del Reino Unido, convirtiéndose así en una micronación. Con el fin de recuperar el control de la situación y quitarse esa "espina" en el mismísimo corazón de la capital, el gobierno británico interrumpe la prestación de todos los servicios dirigidos al barrio y establece un control fronterizo.
Con la ruptura de las relaciones con el gobierno británico, los "borgoñones" se aíslan y organizan la resistencia; los residentes son invitados a "emigrar" a Inglaterra, pero pocos se van. El agua, la electricidad y las entregas de alimentos son cortados por los británicos en la frontera. Una noche, los borgoñones conectan encubiertamente una manguera a una tubería de agua británica cercana, que llena un cráter de la bomba, resolviendo el problema del agua, pero esto inunda la tienda de alimentos. Incapaces de superar este nuevo problema, los borgoñones se disponen a renunciar. Los londinenses simpatizantes comienzan a lanzar paquetes de alimentos a través de la barrera y pronto otros se unen. Un helicóptero bombea leche a través de una manguera y algunos cerdos son lanzados en paracaídas sobre la zona. Ante esta amplia oferta, los borgoñones deciden quedarse. 
Mientras tanto, el gobierno británico está sometido a una presión pública para resolver el problema. La solución aplicada por los diplomáticos británicos intentando derrotar a los borgoñones a través de la inanición es a la vez difícil e impopular entre el pueblo británico, por lo que pasan a negociar. El principal obstáculo resulta ser la disposición del tesoro desenterrado. Wix, canciller borgoñón del Tesoro, sugiere un préstamo borgoñón del tesoro a Gran Bretaña. Con la última pieza del bloqueo eliminada, Borgoña vuelve a unirse a Gran Bretaña, consiguiendo el retorno del racionamiento de alimentos y ropa a la zona. En la celebración del final del conflicto, el banquete de hermandad al aire libre es interrumpido por fuertes lluvias.

## Reparto[2]

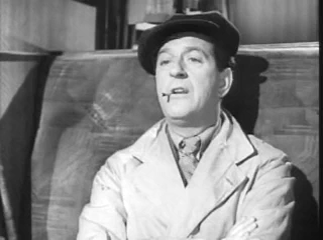
Stanley Holloway en 1944

- Stanley Holloway como Arthur Pemberton
- Betty Warren como Connie Pemberton
- Barbara Murray como Shirley Pemberton
- Paul Dupuis como Sébastien de Charolais, duque de Borgoña
- John Slater como Frank Huggins
- Jane Hylton como Molly Reed
- Raymond Huntley como Señor Wix
- Philip Stainton como PC Spiller
- Roy Carr como Benny Spiller
- Sydney Tafler como Fred Cowan
- Nancy Gabrielle como Señora Cowan
- Malcolm Knight como Monty Cowan
- Hermione Baddeley como Edie Randall
- Roy Gladdish como Charlie Randall
- Frederick Piper como Jim Garland
- Charles Hawtrey como Bert Fitch
- Margaret Rutherford como la profesora Hatton-Jones
- Naunton Wayne como Straker
- Basil Radford como Gregg
- Paul Demel como europeo central